# Bob Ross
Robert Norman Ross (Daytona Beach, Florida; 29 de octubre de 1942-New Smyrna Beach, Florida; 4 de julio de 1995), más conocido como Bob Ross, fue un pintor, instructor de arte y presentador de televisión estadounidense. Fue el creador y presentador de The Joy of Painting (El placer de pintar), un programa de televisión educativo en el que realizaba distintas pinturas al óleo en vivo y mostrando diversas técnicas. Se emitió entre 1983 y 1994 por PBS en Estados Unidos, y también tuvo emisiones en Canadá, América Latina y Europa. Con una voz suave y un peinado permanente afro característicos, Ross pasó de ser una personalidad de televisión de los años 80 y 90 a convertirse póstumamente en una celebridad popular entre seguidores de YouTube y otros sitios de Internet.

## Biografía

### Primeros años
Ross nació en Daytona Beach, Florida, y se crio en Orlando, Florida. Tenía un medio hermano, Jim, a quien mencionaba de pasada en su programa. Mientras trabajaba de carpintero con su padre, Ross perdió parte de su dedo índice izquierdo, aunque este incidente no afectó a la forma en que sujetaba su paleta mientras pintaba.

### Carrera militar
Ross se alistó en la Fuerza Aérea de los Estados Unidos a los 18 años, sirviendo como técnico a cargo de los registros médicos. Con el tiempo consiguió alcanzar el rango de sargento mayor y sirvió como sargento primero en la Clínica de la Fuerza Aérea de los Estados Unidos en la Base de la Fuerza Aérea Eielson en Alaska, donde vio por primera vez la nieve y las montañas, que luego se convertirían en temas recurrentes de su obra. Durante sus breves recesos laborales, se dedicaba a pintar y crear obras de arte que vendía más tarde y así desarrolló una técnica de pintura rápida. Al tener una posición militar de poder que le obligaba a ser, en sus palabras, «un tipo exigente y difícil, [...] que te obliga a limpiar letrinas, hacer la cama, el tipo que te grita a cada retraso», Bob decidió que si abandonaba el ejército no volvería a ser ese tipo de persona.

### Vida personal
Ross tuvo dos hijos. Tuvo su primer hijo, Robert Steven, con Lynda Brown, su primera esposa; de quien se divorció en 1981. Se casó nuevamente, esta vez con Jane Ross, que murió dos años antes de que él muriera de cáncer en 1995. Con su última esposa también tuvo un hijo, Morgan, que es a su vez un pintor de éxito.

### Carrera en televisión
The Joy of Painting se emitió en la cadena pública estadounidense (PBS) desde 1983 hasta 1995. En este programa, Ross enseñaba a los telespectadores a pintar al óleo diferentes escenas de la naturaleza. Cada episodio duraba media hora. Mientras pintaba enseñaba técnicas y, a veces, aparecían ardillas que él mismo recogía. Al principio de cada episodio contaba los colores que iba a necesitar y empezaba a pintar sobre una superficie previamente preparada. Solía pintar escenas de lagos, ríos y árboles, claramente inspiradas por su permanencia en Alaska cuando era miembro de la Fuerza Aérea de los Estados Unidos. Utilizaba la técnica de pintura húmedo sobre húmedo. Sus seguidores le enviaban los cuadros que pintaban inspirados por él. En los créditos de su programa aparece el nombre de Bill Alexander, la persona que le enseñó a pintar. Bob utilizaba diminutivos y adjetivos alegres para referirse a sus pinturas, como "pequeños arbolitos felices" y "pequeñas montañitas bonitas". Además, hacía ruidos extraños con el argumento de que si se pintaba sin hacerlos, el trazo no saldría bien. También culminaba sus episodios con "felices trazos", y siempre hablaba de "accidentes felices" en lugar de errores y de su “viejo pincel de abanico".
La revista Mental Floss retomó declaraciones de Bob Ross acerca de todos los cuadros pintados en el programa de televisión:

"Una de las preguntas que he escuchado una y otra vez es ¿qué pasó con todas las pinturas que hice en televisión? La mayoría las doné a las estaciones PBS a lo largo del país, quienes las subastaron y fueron felices con el dinero que ganaron. Si quieres una acércate a estas fundaciones".
Bob Ross

### Enfermedad y muerte
Ross fue diagnosticado con linfoma a principios de 1990, lo que finalmente forzó su retiro de The Joy of Painting, cuyo último episodio se emitió el 17 de mayo de 1994. Murió a la edad de 52 años el 4 de julio de 1995 en New Smyrna Beach, Florida. Sus restos están enterrados en el Woodlawn Memorial Park en Gotha, Florida.

## En la cultura popular y homenajes
En 2000, una parodia de Ross apareció en la serie de animación Padre de familia en el episodio "Fifteen Minutes of Shame". En este episodio, Peter Griffin está mirando en el televisor la PBS que en ese momento está emitiendo The Joy of Painting y, supuestamente, siguiendo las instrucciones de Bob Ross para pintar un paisaje; sin embargo, se revela que él ha pintado a la familia Keaton —de la serie Family Ties de la NBC, en una parodia de la cabecera de apertura de ese programa—.
Ross fue parodiado por el comediante mexicano Eugenio Derbez en su programa Derbez en cuando, como un personaje llamado "Bob Atroz".
Google celebró el 70 aniversario de su nacimiento con un Doodle de Google el 29 de octubre de 2012. Se interpretó a Ross pintando una representación de la letra "g" con un paisaje de fondo.
En el episodio 18 de la temporada 1 de la serie The Blacklist, el personaje Raymond Reddington menciona que lo extraña: «God I miss Bob Ross».
En el episodio 27 de la temporada 5 de la serie animada Un show más, titulado "Mal retrato", Mordecai recurre a sus viejas cintas de vídeo para arreglar un retrato de Benson, siendo el presentador de los vídeos una parodia de Bob Ross que llevaba el nombre de "Benny Harris".
En 2015, Ross fue incluido en un comercial de HGTV Sherwin-Williams pintando junto con Leonardo da Vinci, Andy Warhol, Miguel Ángel y Vincent van Gogh.
En junio de 2016, la serie de Ross Beauty is Everywhere fue agregada al servicio de streaming de Netflix. Los episodios de 30 minutos están muy cerca a la naturaleza de The Joy of Painting.
En mayo de 2017, Ross fue incluido en el videojuego SMITE como parte de un skin alternativo para uno de los personajes del juego.
En la película animada Ralph Breaks the Internet (2018) también se hace una imitación a Bob Ross.
El personaje de Deadpool (interpretado por Ryan Reynolds) hace una parodia de Bob Ross en el adelanto de su segunda película.
En el juego de mesa Malifaux aparece una versión de Bob Ross en la banda de los goblins.
En la serie Euphoria, el personaje de Lexi (interpretado por Maude Apatow) se disfraza de Bob Ross para una fiesta de Halloween.
En 2021, en la 13.ª edición del programa de talentos RuPaul's Drag Race, la concursante Utica realiza su propia versión drag de Bob Ross en la famosa prueba del programa “Snatch Game”, donde los participantes deben imitar a personajes famosos.
En 2021, se filmó un documental dedicado a la verdad oculta de este importante personaje, en el que salió a la luz que la familia Kowalski (dueños de BRI) le quitaron los derechos del nombre "Bob Ross" poco después de su muerte a su hijo Steve, mismo que tuvo conocimiento de este suceso hasta años después al demandar a la compañía por no permitirle desarrollar su propia línea de pinturas y pinceles. La familia Kowalski no escatimó en amenazas sobre demandas a aquellos que compartieran testimonio de estos hechos y quemaron toda evidencia en su contra. Actualmente, siguen generando ganancias con el nombre de Bob Ross Inc. sin que los hijos puedan pelear por los derechos del nombre de su padre.
En el programa "Garfield y sus amigos" en el capítulo 25, Jhon hace una parodia de Ross en la que se dibuja así mismo, y Garfield dice Ross lo haría mejor.